# Culture de Birnirk
La culture de Birnirk désigne une culture et une société arctique située au niveau de la mer de Béring, côté de l'Alaska. Il s'agit d'une culture pré-thuléenne.

## Origine et positionnement parmi les cultures arctiques
Au niveau global, la culture de Birnirk est issue de l'ancienne culture de la mer de Béring (OBS). Elle émerge aux alentours de  dans certaines régions d'Alaska. Sur un plan plus précis, les productions de Birnirk dérivent plus directement de la culture Ipiutak.
La culture de Birnirk entretient de fortes relations avec la culture de Punuk. Tandis que la première est nord-américaine, la seconde s'inscrit en revanche dans la zone sibérienne de la mer de Béring. Toutefois, malgré quelques différences, ces deux cultures présentent de nombreuses similitudes, par exemple sur les productions matérielles et artistiques.
La culture de Thulé Birnirk est une culture pré-thuléenne.

## Recherches archéologiques
La culture de Birnirk a été identifié lors de fouilles sur le site alaskien de Birnirk, près de Point Barrow. La première campagne a été menée en 1912